# Saint-Maurice-de-Rémens
Saint-Maurice-de-Rémens ist eine französische Gemeinde mit 758 Einwohnern (Stand 1. Januar 2022) im Département Ain in der Region Auvergne-Rhône-Alpes. Sie gehört zum Kanton Ambérieu-en-Bugey im Arrondissement Belley und ist Mitglied im Gemeindeverband Plaine de l’Ain.

## Geographie

### Lage
Saint-Maurice-de-Rémens liegt auf 225 m, etwa 28 Kilometer südlich der Präfektur Bourg-en-Bresse, 39 Kilometer nordwestlich der Stadt Belley und 66 Kilometer nordwestlich der Stadt Chambéry (Luftlinie). Das Dorf erstreckt sich im unteren Ain-Tal auf der Grenze zwischen der Landschaft Dombes im Westen und dem unteren Bugey im Osten. Nachbargemeinden von Saint-Maurice-de-Rémens sind Villette-sur-Ain im Norden, Château-Gaillard im Norden und Osten, Leyment und Chazey-sur-Ain im Süden sowie Villieu-Loyes-Mollon und Châtillon-la-Palud im Westen.

### Topographie
Die Fläche des 10,35 km² großen Gemeindegebiets umfasst einen Abschnitt in der flachen Ebene, die der Fluss Ain an seinem Unterlauf bildet. Der hier fast zehn Kilometer breite Talboden wird jenseits der Gemeindegrenzen von Saint-Maurice-de-Rémens vom Jura-Gebirge im Osten und von der Hochebene der Dombes im Westen eingefasst. Das eigentliche Flussbett befindet sich etwa zwei Kilometer westlich des Dorfes und markiert in einigen Abschnitten die Gemeindegrenze. Das zur Gemeinde hingewandte Flussufer besteht aus einem mehrere Hunder Meter breiten Auwald, der von Nebenarmen, Zuflüssen und Seen durchzogen ist. Im Norden und Osten wird das Dorf von der Albarine umflossen, die in der Nähe bei Châtillon-la-Palud in den Ain mündet. Der Gemeindeboden wird neben der Albarine von weiteren Bachläufen entwässert, darunter der Seymard im Norden und der Neyrieux und Pollon im Süden. Der flache, fruchtbare Gemeindeboden wird größtenteils landwirtschaftlich genutzt und besteht zu 46 % aus Feldern, zu 11 % aus Wiesen und 10 % aus sonstigen landwirtschaftlichen Flächen. Wälder machen etwa 17 % aus.
Am Südrand von Saint-Maurice-de-Rémens liegt der Weiler Martinaz (226 m) und ein ehemaliges Munitionsdepot, das Camp militaire des Fromentaux.

## Geschichte
Im unteren Ain-Tal gab es schon zur Bronze- und Eisenzeit Siedlungen, deren Überreste vor allem in den Nachbargemeinden Château-Gaillard und Chazey-sur-Ain nachgewiesen wurden. In Saint-Maurice wurden vereinzelt bronzezeitliche Waffen und römische Münzen gefunden.

### Mittelalter
Aus dem Mittelalter finden sich erste Erwähnungen im 13. Jahrhundert unter dem Namen Sanctus Mauricius in Meria ultra fluvium Enne. Zu dieser Zeit bestand in Saint-Maurice bereits eine kleine Herrschaft, die Teil der Besitztümer der Herren von Châtillon-la-Palud war. Diese wurden 1323 dem Dauphin von Viennois treuepflichtig und gelangten nach einer kurzen Zeitspanne unter französischer Krone (1343–1355) schließlich durch den Vertrag von Paris unter die Oberhoheit der Grafen von Savoyen. Ab 1344 wird der Zusatz Rémens mit dem Ort in Verbindung gebracht.
Aufgrund seiner Lage an der Außengrenze der Grafschaft Savoyen war der Ort den Angriffen der französischen Truppen unter Marschall Biron ausgesetzt, und sowohl die Festung aus dem 13. Jahrhundert als auch das Dorf wurden 1595 in Schutt und Asche gelegt. Mit dem Vertrag von Lyon wurde das gesamte Bugey im Jahre 1601 schließlich Teil von Frankreich. Von 1576 bis 1664 waren die Ländereien von Saint-Maurice mit denjenigen des Marquisats von Varambon zusammengelegt.
Die Pfarrkirche Saint-Maurice gehörte im Mittelalter zum Erzbistum Lyon, die Kollatur besaßen die Äbte von Saint-Rambert-en-Bugey.

### Neuzeit
In der zweiten Hälfte des 19. Jahrhunderts wurde die Pfarrkirche erneuert und der seit der Französischen Revolution zerstörte Glockenturm ersetzt. In den darauffolgenden Jahrzehnten entstanden kommunale Einrichtungen wie die Dorfschule (1882/3) und das Postamt (1902). Seit 1909 verbindet eine Brücke über den Ain (Pont de Gévrieux) die Gemeinde mit Châtillon-la-Palud. Von 1911 bis 1937 war die Gemeinde an die Überlandstraßenbahn Tramways de l’Ain angeschlossen.

### Camp des Fromentaux
Im Oktober 1917 – also während des Ersten Weltkriegs – wurde auf dem Gebiet der Gemeinden Saint-Maurice, Leyment und Chazey-sur-Ain das camp militaire des Fromentaux angelegt, ein an die Eisenbahn (heute Strecke Lyon–Genf) angeschlossenes Munitionsdepot. Es erstreckt sich auf einer Fläche von 116 Hektar und umfasste 77.000 m2 Lagerfläche für bis zu 55.800 t Munition. Während des Zweiten Weltkriegs war es zuerst von italienischen, dann von deutschen Truppen besetzt und 1944 von der englischen Luftwaffe angegriffen worden. Gegen Ende des 20. Jahrhunderts kaum noch genutzt, wurde es 2004 geschlossen und die in einigem Umkreis gezogene Sicherheitszone aufgehoben. Dem Verfall überlassen, kaufte 2013 das Département Ain für 700.000 € das Ensemble.

## Bevölkerung
| Jahr                       | 1962 | 1968 | 1975 | 1982 | 1990 | 1999 | 2010 | 2021 |
| -------------------------- | ---- | ---- | ---- | ---- | ---- | ---- | ---- | ---- |
| Einwohner                  | 431  | 441  | 436  | 428  | 613  | 604  | 709  | 756  |
| Quellen: Cassini und INSEE |      |      |      |      |      |      |      |      |

Mit 758 Einwohnern (Stand 1. Januar 2022) gehört Saint-Maurice-de-Rémens zu den kleinen Gemeinden des Départements Ain. Nachdem die Einwohnerzahl in der zweiten Hälfte des 19. und zu Anfang des 20. Jahrhunderts kontinuierlich zurückgegangen war (1851 wurden noch 707 Einwohner gezählt), setzte ab 1990 eine leichte Bevölkerungszunahme ein.

## Sehenswürdigkeiten
Das Château de Saint-Maurice-de-Rémens aus dem 18. Jahrhundert gelangte durch Erbschaft an die Familie von Antoine de Saint-Exupéry, der dort einen Teil seiner Kindheit verbrachte. Die Gemeinde kaufte es 2009 und nutzt es für kommunale Veranstaltungen.
Das Gefallenendenkmal im Ort ehrt ebenfalls Antoine de Saint-Exupéry. Die dreischiffige Dorfkirche ist gotischen Ursprungs, wurde aber im 19. Jahrhundert erheblich umgestaltet.

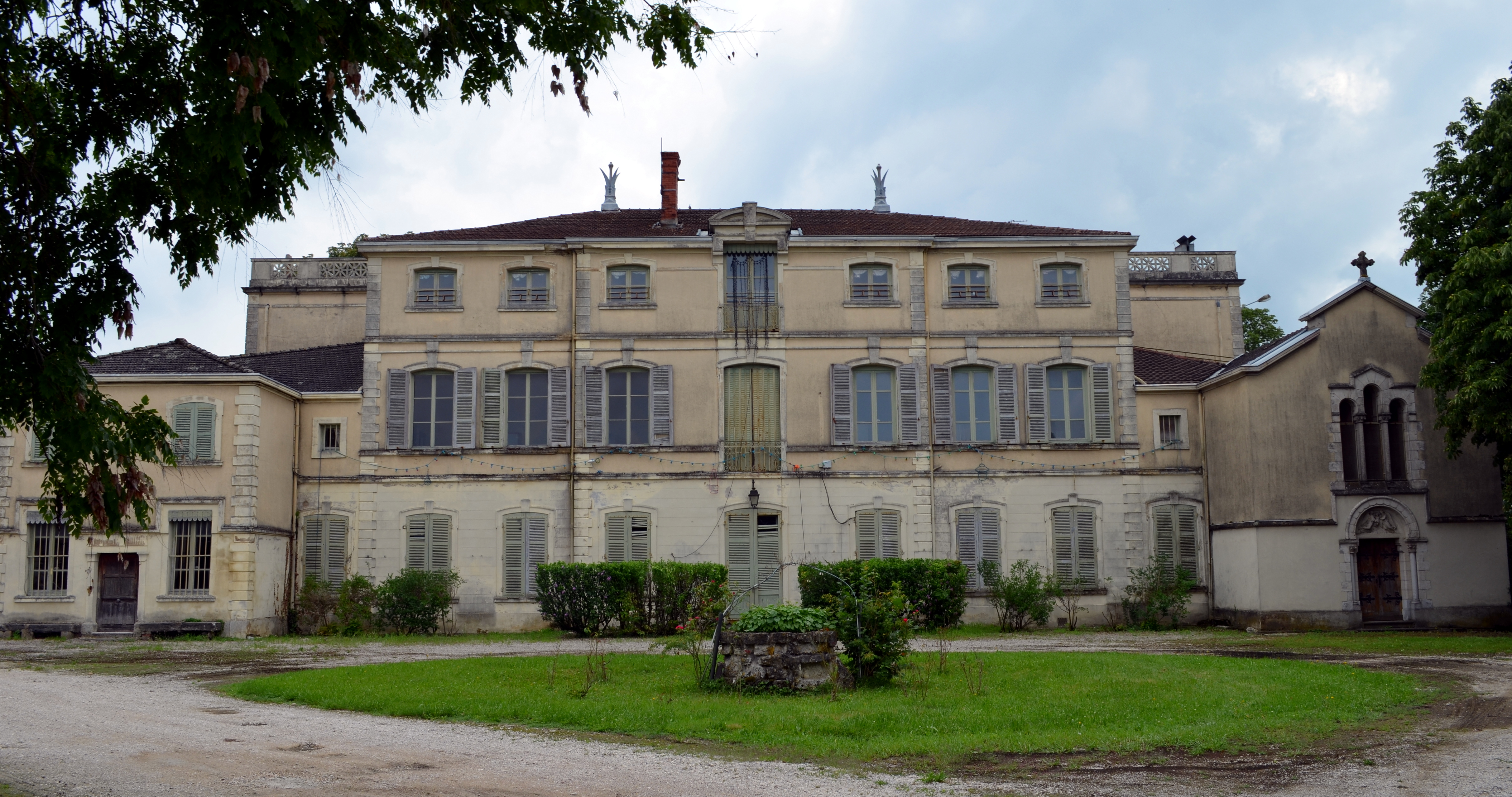
Château de Saint-Maurice aus dem 18. Jahrhundert
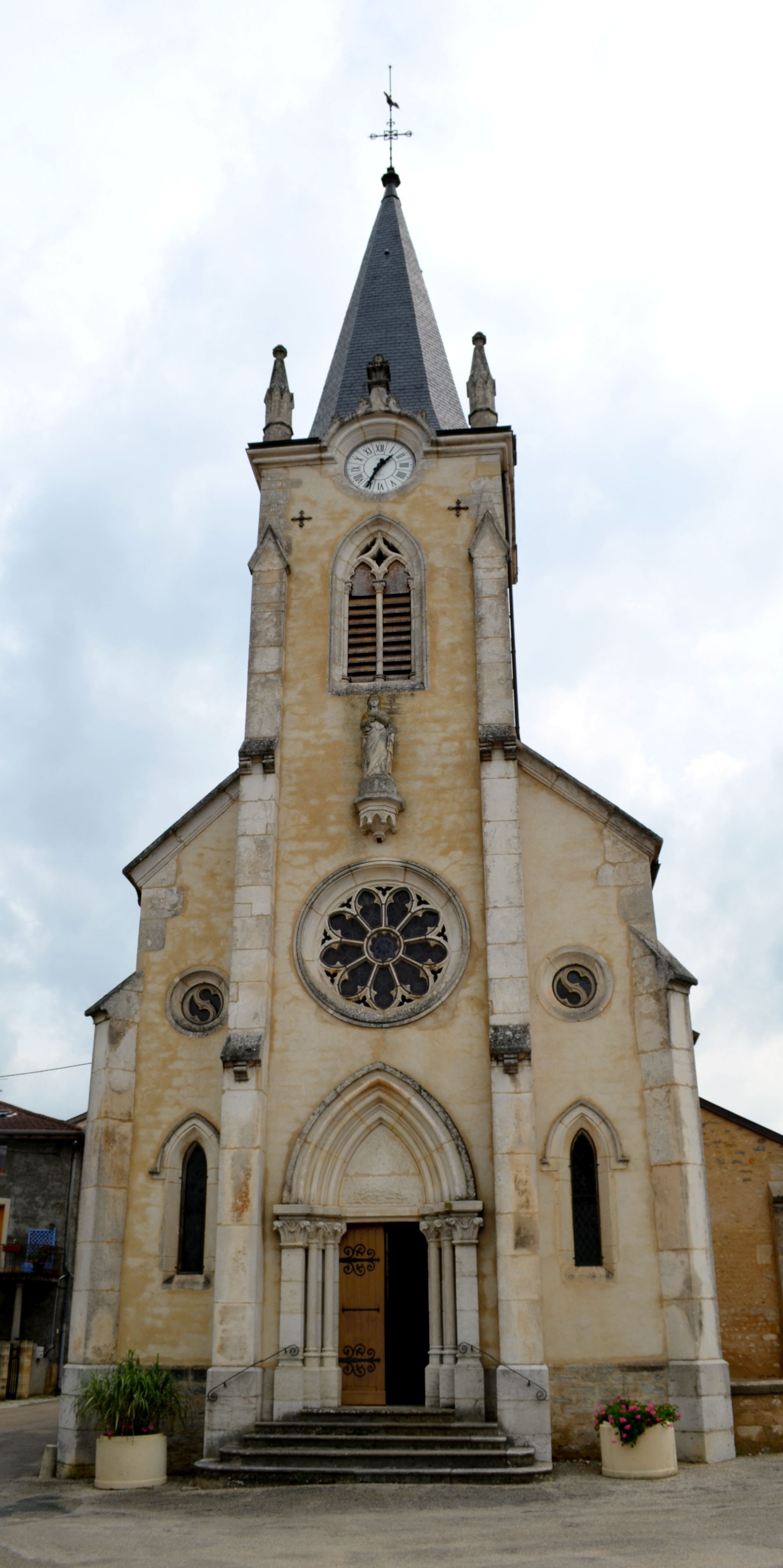
Kirche Saint-Maurice
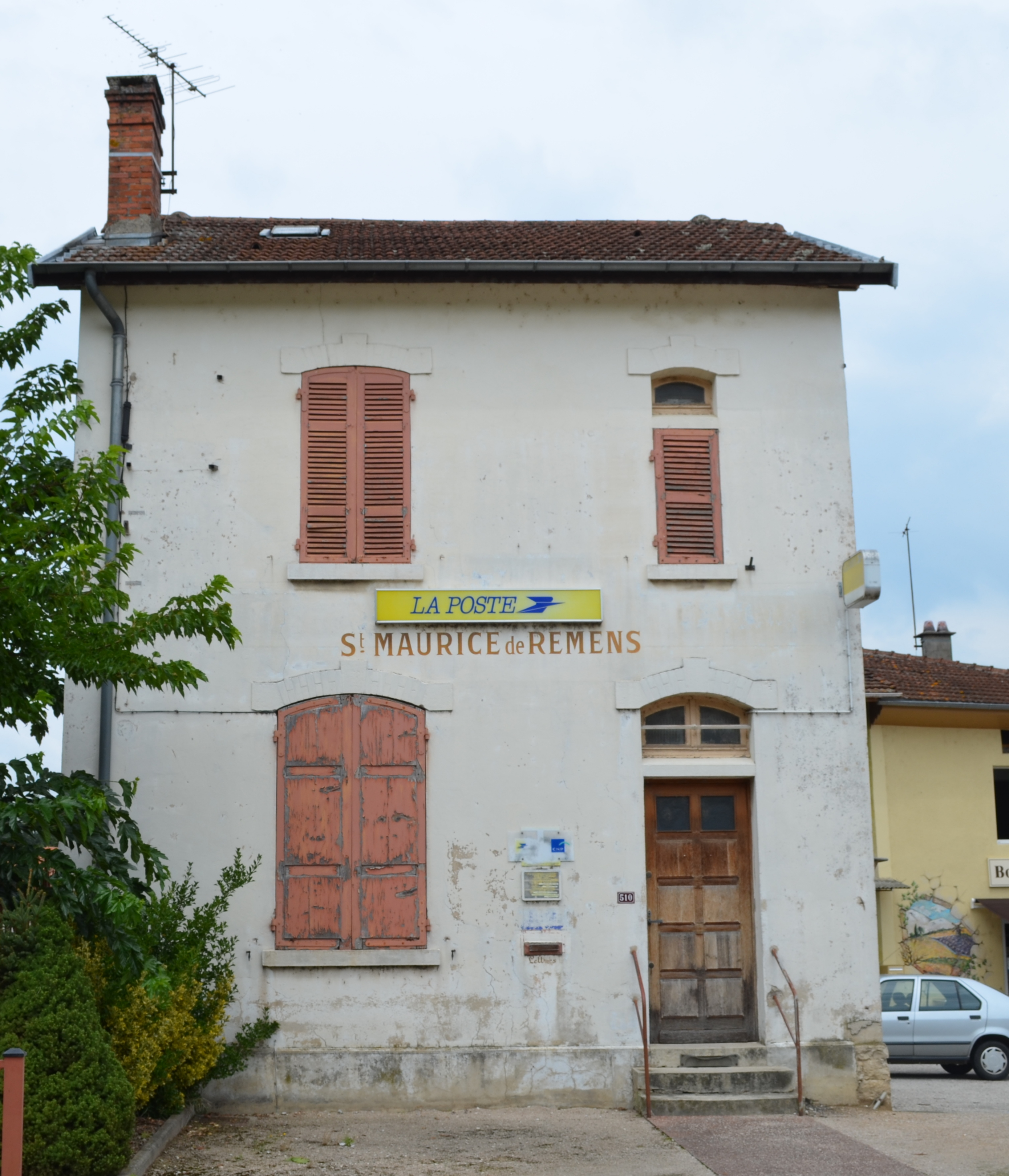
Postamt
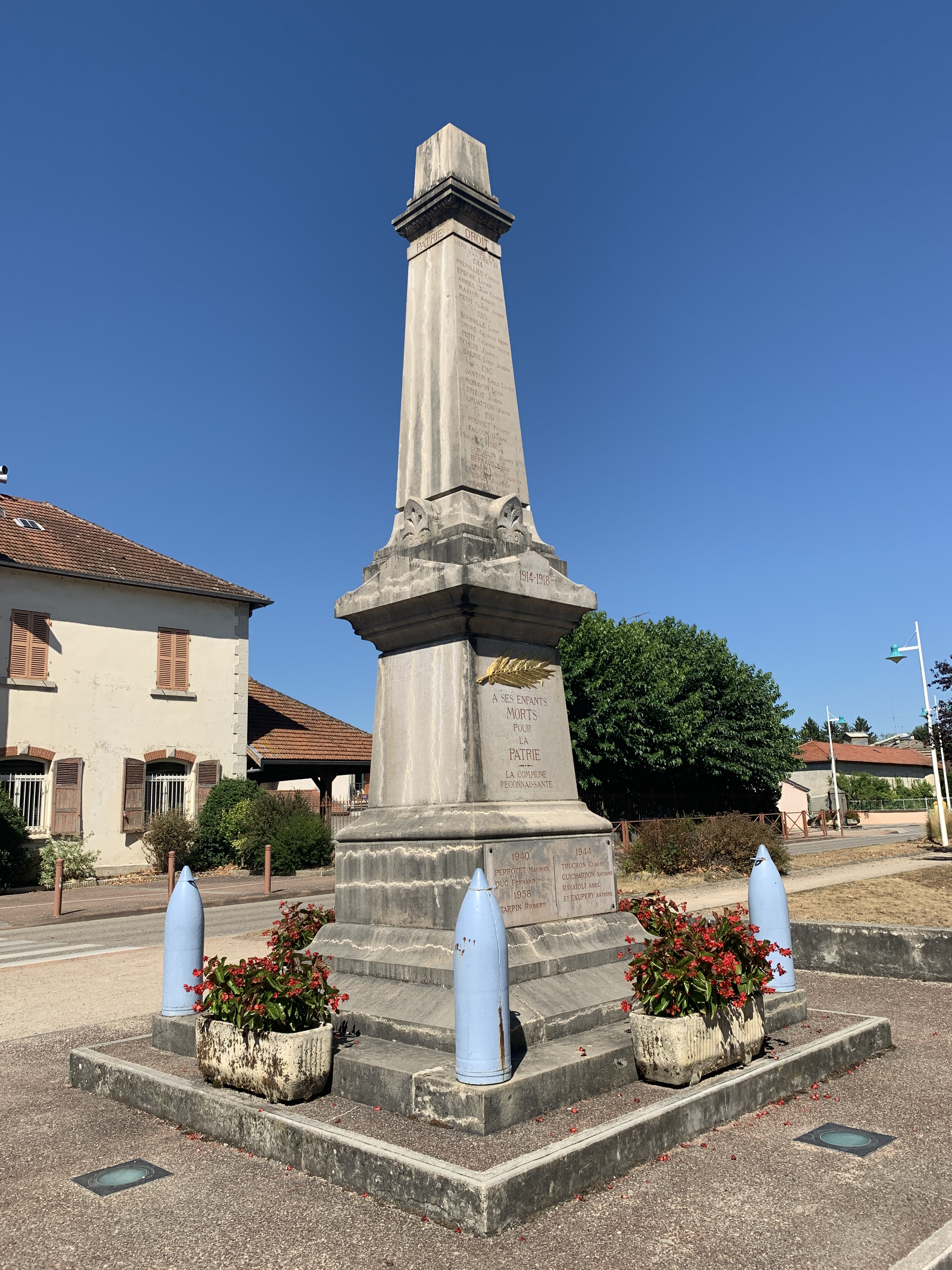
Gefallenendenkmal

## Wirtschaft und Infrastruktur
Saint-Maurice-de-Rémens ist bis heute ein vorwiegend durch die Landwirtschaft geprägtes Dorf. Auf sie fallen etwa ein Drittel der Betriebe, und es werden großflächig Getreide sowie Öl- und Eiweißpflanzen angebaut. Daneben gibt es noch einige Betriebe des lokalen Kleingewerbes. Das Munitionsdepot ist seit 2004 stillgelegt, sein Gelände besteht unverändert weiter. Mittlerweile hat sich das Dorf auch zu einer Wohngemeinde entwickelt. Viele Erwerbstätige sind Wegpendler, die in den größeren Ortschaften der Umgebung, vor allem im Raum Aix-les-Bains und Chambéry, ihrer Arbeit nachgehen.
Die Ortschaft liegt an der Departementsstraße D904, die von Ambérieu nach Châtillon-la-Palud führt und den Ortskern in einem leichten Bogen umfährt. Eine Nebenstraße führt zum Weiler Martinaz und zum ehemaligen Militärgelände. Der nächste Autobahnanschluss an die A42 befindet sich in wenigen Kilometer Entfernung in Château-Gaillard. Im benachbarten Ambérieu kreuzen sich die Hauptstraßen D1075, D1084 und D1504, die verschiedene Ballungszentren in der Region Rhône-Alpes miteinander verbinden. Ein von den TER Rhône-Alpes bedienter Bahnhof befindet sich ebenfalls in Ambérieu, durch das die beiden Strecken Lyon–Genf und Mâcon–Ambérieu verlaufen. Als Flughäfen in der Region kommen Lyon-St-Exupéry (44 km) und Genf (106 km) in Frage.

### Bildung
In Saint-Maurice-de-Rémens befindet sich eine staatliche école primaire (Grundschule mit eingegliederter Vorschule).